# نژاد (فیلم ۲۰۱۱)
«نژاد» (انگلیسی: Race (2011 film)) یک فیلم است که در سال ۲۰۱۱ منتشر شد.